# Quang Trung, Ngọc Lặc
Quang Trung là một xã thuộc huyện Ngọc Lặc, tỉnh Thanh Hóa, Việt Nam.

## Địa lý
Xã Quang Trung nằm ở phía bắc huyện Ngọc Lặc, có vị trí địa lý:
- Phía đông giáp xã Đồng Thịnh
- Phía tây giáp xã Thạch Lập và xã Thúy Sơn
- Phía nam giáp thị trấn Ngọc Lặc và xã Ngọc Liên
- Phía bắc giáp huyện Cẩm Thủy.

Xã Quang Trung có diện tích 23,20 km², dân số năm 2018 là 6.046 người, mật độ dân số đạt 261 người/km².

## Hành chính
Xã Quang Trung được chia thành 11 thôn: Bái E, Hợp Lộc, Lưu Phúc, Ngũ Xẻ, Quang Phú, Quang Sơn, Quang Thái Bình, Quang Thủy, Quang Vinh, Ràm Duộng, Thuận Hòa.

## Lịch sử
Ngày 4 tháng 9 năm 1964, Bộ Nội vụ ban hành Quyết định số 232-NV chuyển 4 làng: Quang Thạch, Trung Chính, Trung Minh, Trung Nghĩa thuộc xã Quang Trung về xã Cẩm Tâm, huyện Cẩm Thủy quản lý.
Đến cuối năm 2018, xã Quang Trung có diện tích 24,94 km², dân số là 7.432 người, mật độ dân số đạt 298 người/km².
Ngày 16 tháng 10 năm 2019, Ủy ban Thường vụ Quốc hội ban hành Nghị quyết số 786/NQ-UBTVQH14 về việc sắp xếp các đơn vị hành chính cấp xã thuộc tỉnh Thanh Hóa (nghị quyết có hiệu lực từ ngày 1 tháng 12 năm 2019). Theo đó, sáp nhập 1,74 km² diện tích tự nhiên và 1.386 người của xã Quang Trung (gồm các thôn Phố 1, Quang Hưng) vào thị trấn Ngọc Lặc.